# Artur Litvinchuk
Artur Litvinchuk, né le 4 janvier 1988 à Mazyr, est un kayakiste biélorusse pratiquant la course en ligne,.